# Mellnitz
Mellnitz is een plaats en voormalige gemeente in de Duitse deelstaat Saksen-Anhalt, en maakt deel uit van het district Wittenberg.
Mellnitz telt 74 inwoners.